# Хниди, Шейн
Шейн Хниди (англ. Shane Hnidy; 8 ноября 1975, Нипава) — канадский хоккеист, защитник.
На драфте НХЛ 1994 года выбран в 7-м раунде под общим 173-м номером командой «Баффало Сэйбрз». 6 августа 1998 года как свободный агент подписал контракт с «Детройт Ред Уингз». 25 июня 2000 года обменян в «Оттаву Сенаторз». 9 марта 2004 года обменян в «Нэшвилл Предэйторз». 30 июля 2005 года обменян в «Атланту Трэшерз».
В дальнейшем играл за «Анахайм Дакс», «Бостон Брюинз» и «Миннесоту Уайлд», пока в 2011 году не вернулся в «Брюинз», где стал обладателем Кубка Стэнли, хотя его имя не было нанесено на Кубок, он получил чемпионский перстень и Кубок на один день.

## Статистика
```
                                            --- Regular Season ---  ---- Playoffs ----
Season   Team                        Lge    GP    G    A  Pts  PIM  GP   G   A Pts PIM
--------------------------------------------------------------------------------------
1991-92  Swift Current Broncos       WHL    56    1    3    4   11   4   0   0   0   0
1992-93  Swift Current Broncos       WHL    45    5   12   17   62  --  --  --  --  --
1992-93  Prince Albert Raiders       WHL    27    2   10   12   43  --  --  --  --  --
1993-94  Prince Albert Raiders       WHL    69    7   26   33  113  --  --  --  --  --
1994-95  Prince Albert Raiders       WHL    72    5   29   34  169  15   4   7  11  29
1995-96  Prince Albert Raiders       WHL    58   11   42   53  100  18   4  11  15  34
1996-97  Baton Rouge Kingfish        ECHL   21    3   10   13   50  --  --  --  --  --
1996-97  Saint John Flames           AHL    44    2   12   14  112  --  --  --  --  --
1997-98  Grand-Rapids Griffins       IHL    77    6   12   18  210   3   0   2   2  23
1998-99  Adirondack Red Wings        AHL    68    9   20   29  121   3   0   1   1   0
1999-00  Cincinnati Mighty Ducks     AHL    68    9   19   28  153  --  --  --  --  --
2000-01  Grand-Rapids Griffins       IHL     2    0    0    0    2  --  --  --  --  --
2000-01  Ottawa Senators             NHL    52    3    2    5   84   1   0   0   0   0
2001-02  Ottawa Senators             NHL    33    1    1    2   57  12   1   1   2  12
2002-03  Ottawa Senators             NHL    67    0    8    8  130   1   0   0   0   0
2003-04  Ottawa Senators             NHL    37    0    5    5   72  --  --  --  --  --
2003-04  Nashville Predators         NHL     9    0    2    2   10   5   0   0   0   6
2004-05  Florida Everblades          ECHL   19    1    4    5   56  17   0   4   4   6
2005-06  Atlanta Thrashers           NHL    66    0    3    3   33  --  --  --  --  --
2006-07  Atlanta Thrashers           NHL    64    5    7   12   61
--------------------------------------------------------------------------------------
         NHL Totals                        328    9   28   37  447  19   1   1   2  18

```